# Kalsko
Kalsko (niem. Kalzig) – wieś w Polsce, położona w województwie lubuskim, w powiecie międzyrzeckim, w gminie Międzyrzecz.
W latach 1975–1998 wieś administracyjnie należała do województwa gorzowskiego.
Wieś jest położona 8 km na północny wschód od Międzyrzecza, przy lokalnej drodze do Rokitna i Przytocznej. Siedziba sołectwa.

## Integralne części wsi
| SIMC    | Nazwa        | Rodzaj     |
| ------- | ------------ | ---------- |
| 0184017 | Brzozowy Ług | przysiółek |
| 0184135 | Kwiecie      | przysiółek |

## Historia

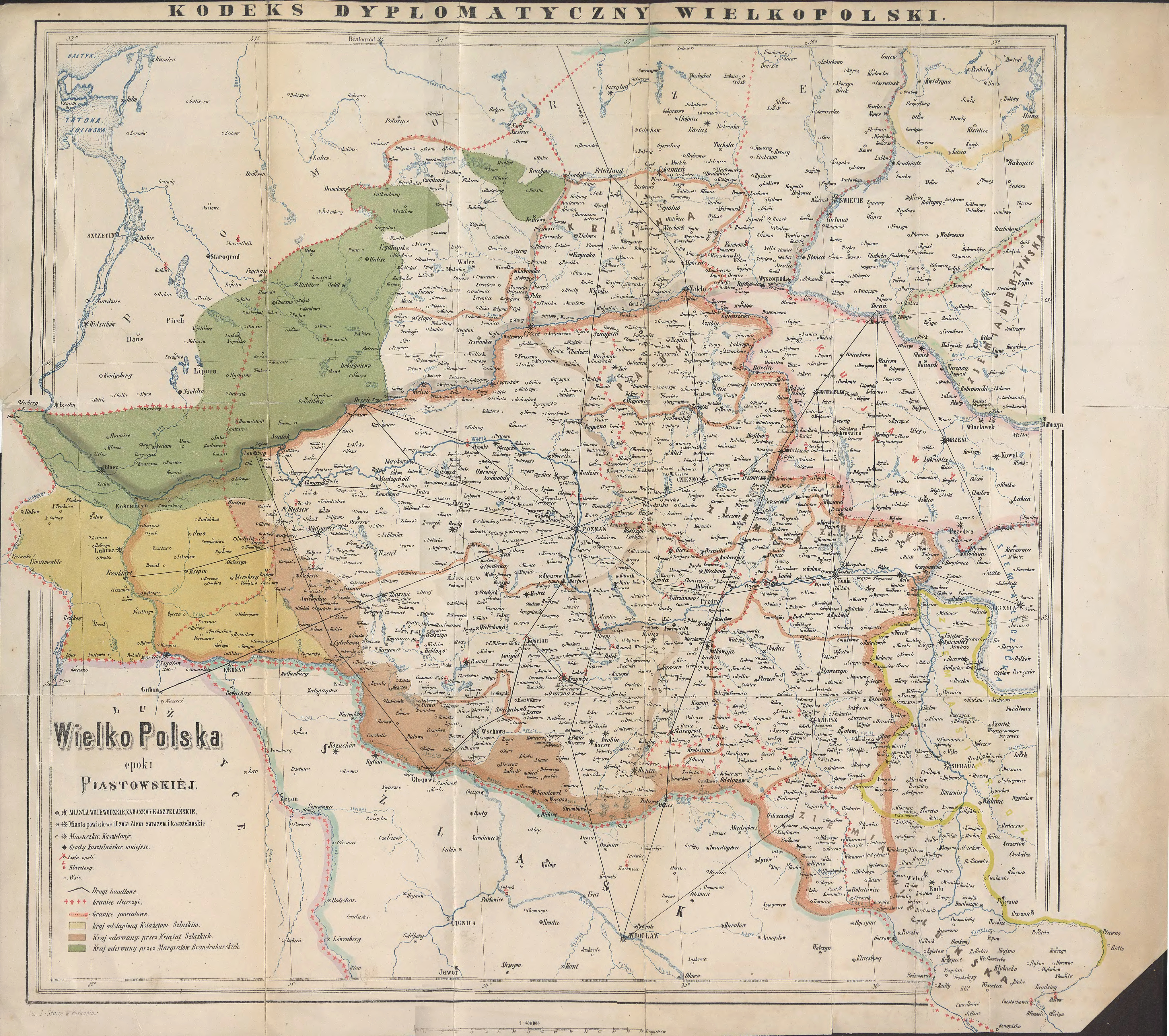
Kalsko na historycznej mapie Wielkopolski sporządzonej w 1888 roku według danych zaczerpniętych z Kodeksu dyplomatycznego.

Miejscowość ma metrykę średniowieczną i istnieje co najmniej od XIV wieku. Wymieniona w 1390 w łacińskim dokumencie jako Kalczk, 1446 Kalsko, 1493 Calszko, 1508 Calsko, 1944 Kaltzig .
Wieś historycznie leżała w granicach Wielkopolski. Wzmiankowana w średniowieczu jako własność rycerskiego rodu Niałków z Chyciny. W roku 1390 Wincenty Niałek sprzedał wieś wraz z pięcioma jeziorami klasztorowi Cystersów w Zemsku. Od tego momentu aż do rozbiorów Polski miejscowość należała do Opactwa Cystersów w Zemsku-Bledzewie. W 1460 król polski Kazimierz Jagiellończyk ustalił wymiar ciężarów oraz robocizn należnych zamkowi w Międzyrzeczu z okolicznych wsi klasztornych przynależnych opactwu bledzewskiemu w tym również ze wsi Kalsko .
Miejscowość wymieniona została w licznych hitorycznych dokumentach podatkowych, własnościowych i prawnych. W 1508 wieś leżała w powiecie poznańskim Korony Królestwa Polskiego. Historyczne dokumenty podatkowe odnotowały w tym roku z miejscowości pobór z 15 półłanków oraz z karczmy. W 1563 pobór odbywał się już z 9 łanów, 1,5 łana sołtysa oraz 1/4 łana feudalnego. We wsi był także jeden kowal oraz komornik. W latach 1564/65 wieś zobowiązana była do dostarczania żywności dla zamku w Międzyrzeczu: z 16 półśladków mieszkańcy płacili razem 36 groszy wieprzowego, a każdy kmieć dawał po 1 ćw. żyta, 1 1/4 ćw. owsa, 1 kurę, 15 jaj. Mieszkańcy zobowiązani byli również do pracy. Każdy musiał przez 1 dzień wozić mierzwę, żąć przez 2 dni, skosić wyznaczoną łąkę w Murzynowie i zwieźć z niej siano oraz zwieźć do zamku 4 wozy drewna rocznie. Z opłat oraz pracy zwolniony był tylko wiejski sołtys. Ogólny roczny dochód królewski z tych świadczeń wynosił 22 floreny 13 groszy i 6 denarów. W 1580 we wsi odnotowano 11,5 łana, 15 zagrodników, 8 komorników, kowala oraz pastucha posiadającego 89 owiec. W 1589 zaś we wsi mieszkało 16 ratajów (coloni), 2 sołtysów, 15 zagrodników, 2 lenników, 1 zagrodnik kościelny. Miejscowi chłopi stosowali wówczas trójpolówkę .
Wieś duchowna, własność opata bledzewskiego, położona była w 1580 roku w powiecie poznańskim województwa poznańskiego w Rzeczypospolitej Obojga Narodów. W 1688 roku pożar zniszczył całą wieś z kościołem, który odbudowano w końcu XVII wieku. Do roku 1796 Kalsko należało do klasztoru bledzewskiego, kiedy to dobra klasztorne przejął rząd pruski.
W okresie Wielkiego Księstwa Poznańskiego (1815-1848) miejscowość należała do wsi większych w ówczesnym pruskim powiecie Międzyrzecz w rejencji poznańskiej. Kalsko należało do okręgu rokitnickiego tego powiatu i stanowiło odrębny majątek, którego właścicielem był wówczas rząd pruski w Berlinie. Według spisu urzędowego z 1837 roku wieś liczyła 352 mieszkańców, którzy zamieszkiwali 45 dymów (domostw). W skład majątku Kalsko wchodził wówczas także Kalsko młyn (1 dom, 8 osób) oraz folwark Rozodoł (3 domy, 36 osób).

## Zabytki
Do wojewódzkiego rejestru zabytków wpisane są:
- kościół filialny pod wezwaniem św. Bartłomieja, wzniesiono w konstrukcji zrębowej – szachulcowej w latach 1692–1693. W XVIII w. istniejące ściany obudowano konstrukcją ryglową. W połowie XIX w. dobudowano zakrystię. Wyposażenie kościoła pochodzi częściowo z XVIII w. i składa się z neogotyckiego ołtarza głównego, dwóch starszych ołtarzy bocznych, dwóch krucyfiksów, prospektu organowego i ławek. Jest to jeden z najcenniejszych zabytków sakralnych województwa lubuskiego
- cmentarz przykościelny
  - ogrodzenie kamienne
- Pałac w Kalsku[10], klasycystyczny z pierwszej połowy XIX wieku, znajduje się naprzeciwko kościoła.